# Alexander McKee
Namestnik generalnega nadzornika za indijanski oddelek Alexander McKee (približno 1735 – 15. januar 1799) je bil častnik in trgovec Britanskega indijanskega oddelka, ki je služil v ameriški osamosvojitveni vojni in vojni za severozahodni indijanski teritorij. Leta 1794 je dosegel čin namestnika generalnega nadzornika, kar je bil takrat drugi najvišji položaj v indijanskem oddelku.

## Biografija
Alexander McKee se je rodil okoli leta 1735 kot drugi sin Thomasa McKeeja, irskega priseljenca (verjetno Škotov-Ircev iz severne Irske), trgovca s krznom in indijanskega agenta. McKee je razvil vseživljenjski odnos z indijanskimi plemeni v Ohiu. 
Kot mladenič je Alexander McKee začel sodelovati s trgovci, ki so poslovali z Indijanci v Ohiu. Kmalu je lahko ustanovil lastno trgovsko podjetje. Zaradi dobrih odnosov z indijanskimi plemeni v Ohiu ga je indijanski agent George Croghan rekrutiral, da se pridruži britanskemu indijanskemu oddelku. Okoli leta 1764 se je McKee naselil na območju, ki je danes McKees Rocks, Pensilvanija in zgradil precejšnjo hišo. George Washington ga je tam obiskal leta 1770 in to omenja v svojem dnevniku. McKee je še nekaj časa po izbruhu ameriške revolucionarne vojne nadaljeval v službi v Pensilvaniji.
Okoli leta 1768 ali 1769 se je McKee poročil z žensko v vasi Shawnee ob reki Ohio. Njena identiteta ni znana; morda je bila ženska iz plemena Shawnee ali morda bela ujetnica po imenu Charlotte Brown, ki je bila vzgojena med Shawneeji. Imel je sina, Thomasa McKeeja. Potem, ko je bil žrtev zlorab s strani ameriških patriotov, je McKee zapustil Pensilvanijo in prebegnil k Britancem v Fort Detroitu. Med tem prehodom je vzpostavil svojo znano povezavo z Matthewom Elliottom in brati Girty: Simonom, Jamesom in Georgeom.
V naslednjih 25 letih je Alexander McKee vodil prizadevanja za spodbujanje zavezništva Indijancev z Britanci, zlasti s ljudstvom Shawnee, pa tudi z večino indijanskih plemen severozahodnega dela ZDA. Varoval je interese Indijancev in bil njihov iskren prijatelj. Kontinentalni kongres ga je označil za izdajalca, ker je ostal zvest Britaniji in organiziral več plemen na strani Britancev.

"Alexander McKee, britanski indijanski agent, ki je prebival v vasi Machachac na reki Mad (Ohio) med vdorom generala Logana iz Kentuckyja leta 1786, je bil prisiljen pobegniti s svojimi stvarmi. Imel je veliko domačih prašičev, ki so jih prignali na meje tega potoka in ko so prišli Indijanci, so reko poimenovali Koshko Sepe, kar v jeziku Shawnee pomeni 'Potok prašičev ali Svinjski potok'."

McKee je v imenu britanskih oblasti s prvimi narodi Zgornje Kanade na območju Detroita dosegel več pogajanj. To je vključevalo Pogodbo 2 ali "McKeejev nakup", s katero se je odpstopil velik del današnjega jugozahodnega Ontarija.

## Zapuščina
McKee je umrl v Zgornji Kanadi leta 1799. Plemena severozahodne Kanade so žalovala, saj so ga zelo častili. Njegov sin Thomas McKee je bil kanadski vojak in politična osebnost.
Okrožje McKees Rocks v Pensilvaniji je mesto prvotne posesti v višini 1.200 hektarjev, ki jo je Alexander McKee prejel 25. novembra 1764 od polkovnika Henryja Bouqueta. Plantaža McKee se je imenovala FairView. George Washington je leta 1770 večerjal v Fairviewu, osemsobno brunarico pa je George Washington omenil v svojem dnevniku. Hišo je leta 1902 porušila železnica Pittsburgh-Lake Erie.